# WWE Smackville
WWE Smackville was een live professioneel worstel-house show en WWE Network evenement dat geproduceerd werd door WWE voor hun SmackDown brand. Het evenement vond plaats op 27 juli 2019 in het Bridgestone Arena in Nashville, Tennessee.

## Matches
| Nr. | Match                                                                                     | Winnaar(s)        | Winnaar(s)                                                            | Bron  |
| --- | ----------------------------------------------------------------------------------------- | ----------------- | --------------------------------------------------------------------- | ----- |
| 1D  | The New Day (Big E & Xavier Woods) (c) vs. The B-Team (Bo Dallas & Curtis Axel)           | The New Day       | Tag team dark match voor het WWE SmackDown Tag Team Championship.     | [ 2 ] |
| 2D  | Aleister Black vs. Andrade (met Zelina Vega)                                              | Aleister Black    | Een-op-een dark match.                                                | [ 2 ] |
| 3   | Shinsuke Nakamura (c) vs. Ali                                                             | Shinsuke Nakamura | Een-op-een match voor het WWE Intercontinental Championship.          | [ 3 ] |
| 4   | Kevin Owens vs. Elias                                                                     | Kevin Owens       | Een-op-een match.                                                     | [ 3 ] |
| 5   | Kofi Kingston (c) vs. Dolph Ziggler vs. Samoa Joe                                         | Kofi Kingston     | Triple Threat match voor het WWE Championship.                        | [ 3 ] |
| 6D  | Heavy Machinery (Otis & Tucker) vs. AOP (Akam & Rezar)                                    | Heavy Machinery   | Tag Team dark match.                                                  | [ 2 ] |
| 7D  | The IIconics (Billie Kay & Peyton Royce) (c) vs. The Kabuki Warriors (Asuka & Kairi Sane) | The IIconics      | Tag Team dark match voor het WWE Women's Tag Team Championship.       | [ 2 ] |
| 8D  | Sami Zayn vs. Apollo Crews                                                                | Sami Zayn         | Een-op-een dark match.                                                | [ 2 ] |
| 9D  | Bayley (c) vs. Charlotte Flair vs. Alexa Bliss                                            | Bayley            | Triple Threat dark match voor het WWE SmackDown Women's Championship. | [ 2 ] |